# ألاستير ريد
ألاستير ريد (بالإنجليزية: Alastair Reid)‏ هو كاتب سيناريو ومخرج بريطاني، ولد في 21 يوليو 1939 في إدنبرة في المملكة المتحدة، وتوفي في 17 أغسطس 2011 في مقاطعة سومرست في المملكة المتحدة.

## وصلات خارجية
- ألاستير ريد على موقع IMDb (الإنجليزية)
- ألاستير ريد على موقع ألو سيني (الفرنسية)
- ألاستير ريد على موقع أول موفي (الإنجليزية)
- ألاستير ريد على موقع قاعدة بيانات الأفلام السويدية (السويدية)
- ألاستير ريد على موقع قاعدة بيانات الفيلم (الإنجليزية)
- ألاستير ريد على موقع كينوبويسك (الروسية)